# St. Maximilian (Maximilian)

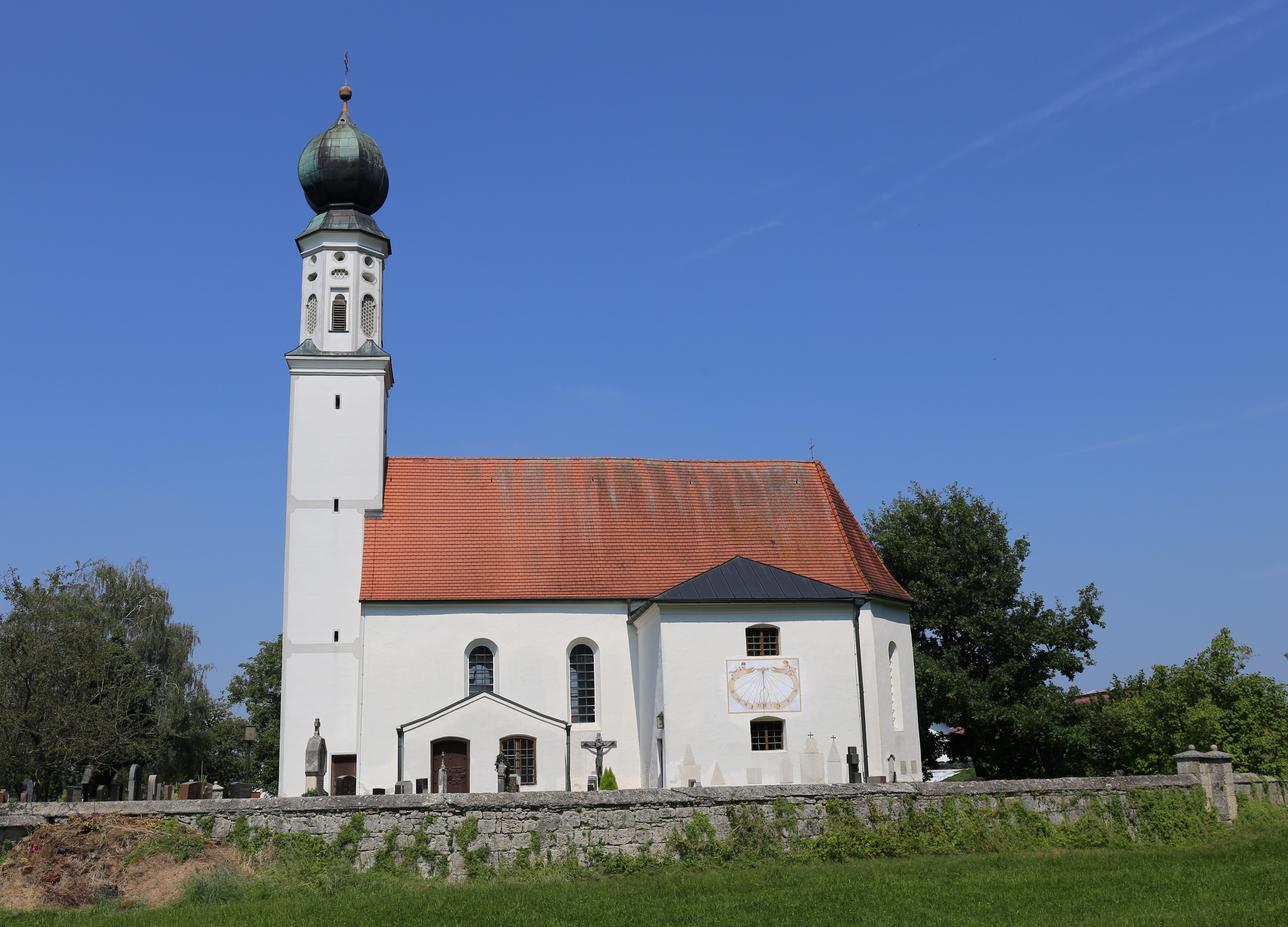
St. Maximilian

Die Filialkirche St. Maximilian ist die römisch-katholische Dorfkirche von Maximilian, einem Ortsteil des Marktes Kraiburg a.Inn in Oberbayern. Das Bauwerk befindet sich im Denkmalschutz. Die Kirchengemeinde gehört zum Erzbistum München.

## Geschichte und Beschreibung
Die erste Kirche wurde im 15. Jahrhundert im Stil der Spätgotik errichtet. Laut einer Jahreszahl am Chorbogen wurde sie dann im Jahr 1724 barock überformt. Das Kirchengebäude ist dem heiligen Maximilian von Celeia gewidmet.
Der nicht eingezogene, an drei Seiten geschlossene Chor besteht aus zwei Jochen. Gedeckt wird er durch ein Tonnengewölbe mit Stichkappen. An den Wänden haben sich Malereifragmente aus dem 15. und 16. Jahrhundert erhalten.
Das zweijochige Langhaus überspannt ein gratiges Kreuzgewölbe, „bescheidene“ Stuckrahmen zeigen Engelsköpfchen.
Die Altäre wurden 1914 aus Sünzhausen erworben, nachdem dort eine neue Kirche (St. Georg) gebaut worden war. Die Seitenaltäre wurden um 1660 geschaffen. In der Kirche hängt außerdem das frühere Hochaltarbild (1741) mit der Darstellung des heiligen Georg, des Sünzhausener Kirchenpatrons.
Die unteren Geschosse des Turms an der Westseite stammen noch vom mittelalterlichen Bau. Das achteckige Obergeschoss und die Zwiebelhaube wurden in der Barockzeit aufgesetzt. An den Ecken ist der Turm mit gemalten Pilastern dekoriert. Die Sakristei wurde im 18. Jahrhundert an der Langhaus-Südseite angebaut, die beiden Vorzeichen an der Nord- und Südseite kamen um 1860 hinzu.
Zur Kirche gehört auch ein Friedhof, den noch die alte, unverputzte Tuffquadermauer umgibt. In ihm wurde ein Bereich gesondert für die unschuldigen Kinder (unehelich Geborene) abgeteilt.

## Orgel
Die Orgel der St.-Maximilian-Kirche entstand 1848 in der Werkstatt von Max Maerz. Bis auf die Prospektpfeifen ist das Instrument original erhalten, sie ist damit das älteste erhaltene Kirchenmusikinstrument des Orgelbauers Maerz. Trotz des Einbaus einer elektrischen Windanlage kann es nach wie vor über zwei große Keilbälge bedient werden. Die Orgel wurde 2009 durch die Orgelbaufirma Linder (Nußdorf/Inn) restauriert und am 25. Oktober mit einer festlichen Orgelweihe der Gemeinde übergeben. Sie enthält 7 Register auf einem Manual und Pedal und verfügt über eine mechanische Register- und Tontraktur (Schleiflade). Das Instrument wird auch zu Orgelkonzerten außerhalb des Gottesdienstes benutzt.
| Manual C–f3 |                |       |
| 1.          | Copel          | 8′    |
| 2.          | Viola da Gamba | 8′    |
| 3.          | Flöte          | 4′    |
| 4.          | Principal      | 2′    |
| 5.          | Quint          | 1 ⁄3′ |
| 6.          | Mixtur II      | 1′    |

| Pedal C–f0 |          |    |
| 7.         | Octavbaß | 8′ |

- Koppeln: Pedalkoppel